# SP-50
A SP-50 é uma rodovia radial do estado de São Paulo, administrada pelo Departamento de Estradas de Rodagem do Estado de São Paulo (DER-SP).

## Denominações
Recebe as seguintes denominações em seu trajeto:
Nome:	Monteiro Lobato	
- De - até:	São José dos Campos - Campos do Jordão
- Legislação: LEI 9.571 DE 23/12/66

## Descrição
| Km  | Município               | Região geográfica imediata |
| 97  | São José dos Campos     | São José dos Campos        |
| 113 | Monteiro Lobato         | São José dos Campos        |
| 146 | Santo Antônio do Pinhal | Taubaté-Pindamonhangaba    |
| 163 | São Bento do Sapucaí    | Taubaté-Pindamonhangaba    |
| 167 | Campos do Jordão        | Taubaté-Pindamonhangaba    |

## Características

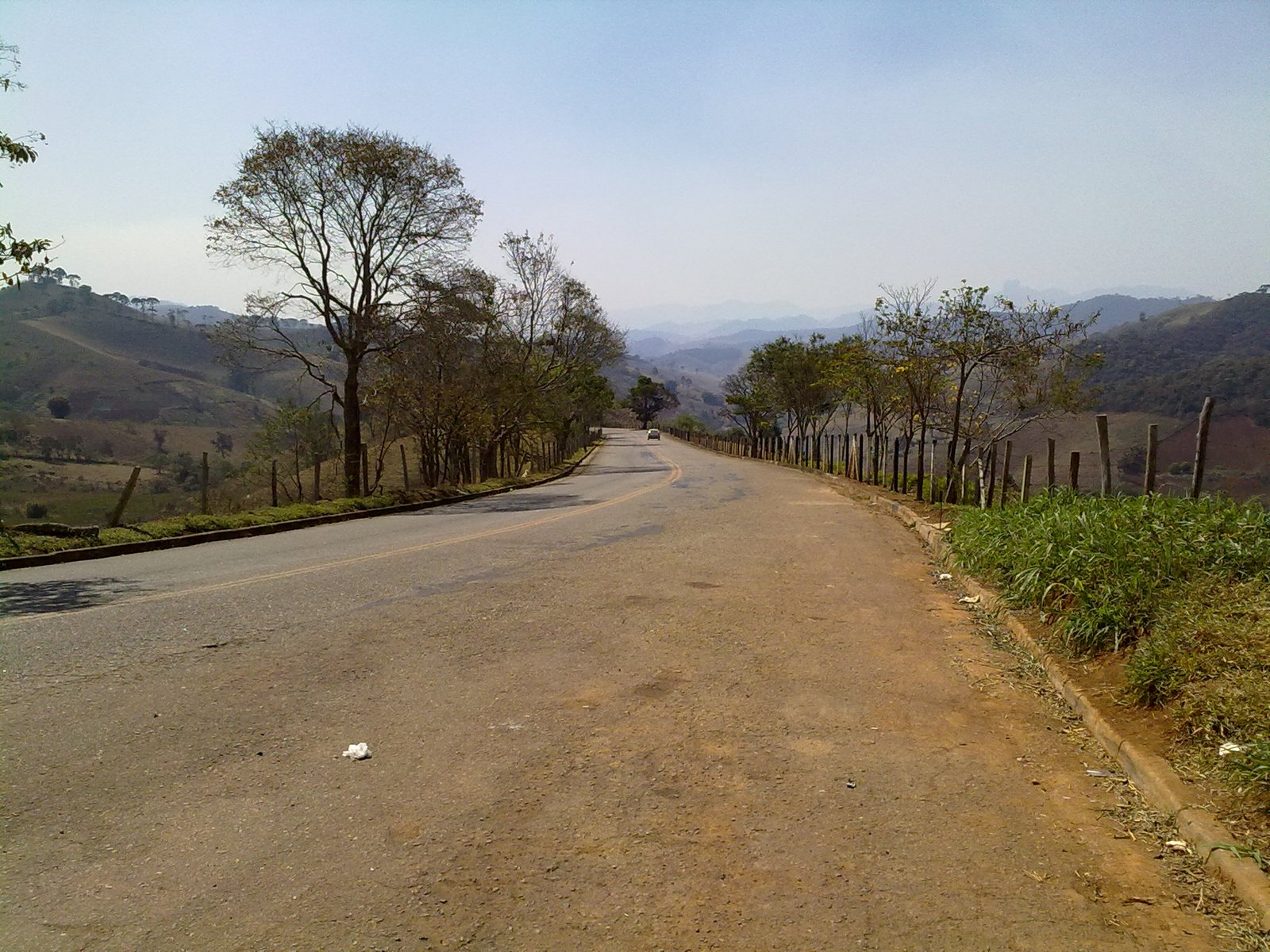
Trecho da SP-50 em Santo Antônio do Pinhal.

### Extensão
- Km Inicial: 97,300
- Km Final: 179,000

### Localidades atendidas
- São José dos Campos
- Monteiro Lobato
- São Francisco Xavier
- Santo Antônio do Pinhal
- São Bento do Sapucaí
- Campos do Jordão